# Сингапурски проток
Сингапурският проток (на малайски: id или Selat Singapura, на английски: Singapore Strait, на китайски: 新加坡海峡, на тамилски: சிங்கப்பூர் நீரிணை) е проток между южния край на полуостров Малака и остров Сингапур на север и индонезийския архипелаг Риау на юг, съединяващ Южнокитайско море на изток с Малакския проток (съставна част на Андаманско море) на запад. Дължината му е 114 km, а ширината му варира от 4,6 до 21 km, най-голямата дълбочина на фарватера е 22 m. През протока преминава важен морски път, свързващ пристанищата в Южна и Източна Азия, а също пристанищата на Южна Азия с пристанищата на Америка и Австралия и пристанищата на Източна Азия с тези на Европа и Африка. На северния му бряг е разположен едноименният град и голямо пристанище, столицата на държавата Сингапур.